# 천하호걸 김선달
"천하호걸 김선달"은 1968년에 개봉한 대한민국의 영화이다.

## 캐스팅
- 김희갑
- 남정임
- 이순재
- 추석양
- 정애란
- 김신재
- 이예성